# Psaliodes castaneata
Psaliodes castaneata är en fjärilsart som beskrevs av Paul Dognin 1913. Psaliodes castaneata ingår i släktet Psaliodes och familjen mätare. Inga underarter finns listade i Catalogue of Life.